# Carl Erik Johan Rogberg
Carl Erik Johan Rogberg, född den 27 april 1829 i Uppsala, död den 27 mars 1905 i Stockholm, var en svensk lärare och ämbetsman. Han var son till Carl Georg Rogberg.
Rogberg blev filosofie doktor i Uppsala 1857, docent i historia där 1859, lektor i historia vid Stockholms gymnasium 1864 och vid Högre latinläroverket å Norrmalm i Stockholm 1880, pensionerad 1897. Rogberg tjänstgjorde som lärare för kronprinsen 1864–1874 och för arvfurstarna Oskar och Karl 1865–1874, erhöll professors namn, heder och värdighet 1874 och förordnades till kanslerssekreterare vid rikets universitet 1876. Han var ledamot av historiska och geografiska lärobokskommissionen 1866. Från trycket utgav Rogberg bland annat Cæsar och hans tidehvarf (1857), Konung Carl den niondes fälttåg i Lifland år 1600 och förberedelserna dertill (1859) samt nionde delen av Berndt von Schinkels Minnen ur Sveriges nyare historia (1864). Rogberg är begravd på Norra begravningsplatsen utanför Stockholm.